# Наумович Валерій Дмитрович
Вале́рій Дми́трович Наумо́вич (1976—2024) — солдат збройних сил України, учасник російсько-української війни, кавалер ордена «За мужність» III ступеня.

## Життєпис
Народився 25 січня 1976 року в селищі Білозерка Сумської області. 
Під час повномасштабної війни був водієм 2 кулеметного взводу 3 штурмової спеціалізованої роти «Шквал».
Загинув 17 вересня 2024 року під час виконання бойового завдання поблизу села Веселе Глушковського району Курської області.

## Нагороди
- Орден «За мужність» III ступеня[1].